# Cid de Castro Dias
Cid de Castro Dias, mais conhecido como Cid Dias, (São Raimundo Nonato, 25 de janeiro de 1942) é um engenheiro, funcionário público, historiador, escritor e  brasileiro, membro da Academia Piauiense de Letras. Ocupante da cadeira 15, cujo patrono é Antônio Borges Leal Castelo Branco.

## Dados biográficos
Filho de Manuel da Silva Dias e Ester de Castro Dias, nasceu em 25 de janeiro de 1942, na cidade de São Raimundo Nonato, sudeste do Piauí, tendo alí cursado o 1º grau no Ginásio Dom Inocêncio. Cursou  o  2º  grau  escolar (antigo  científico) em Salvador na Bahia.[carece de fontes?]
Graduou-se em Engenharia Civil, pela Faculdade de Engenharia da Universidade Federal do Ceará, em 1968. No mesmo ano, foi para Teresina, onde reside até hoje.[carece de fontes?]

## Vida Pública

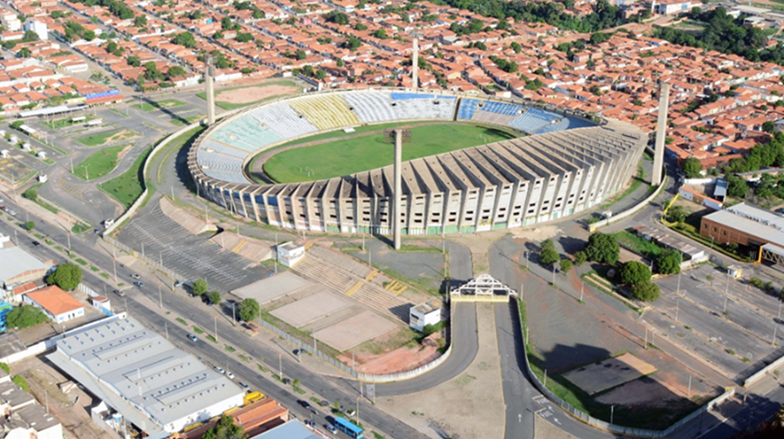
Estádio Governador Alberto Silva (Albertão).

Ingressou no serviço público nos quadros da antiga Secretaria de Obras Públicas do Estado do Piauí tornando-se funcionário de carreira daquela pasta, tendo ocupado o cargo de Subsecretário de Obras Públicas por duas vezes, durante os mandatos do ex-governador Alberto Silva, entre 1971 e 1975 e entre 1987 e 1991.[carece de fontes?]

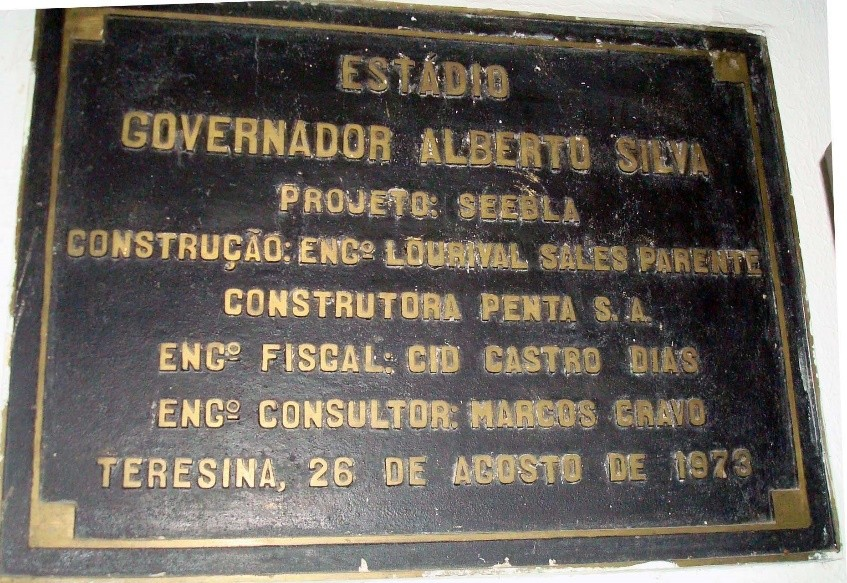
Placa de inauguração do Albertão em 1973.

Na mesma secretaria, foi diretor da Divisão de Conservação e Coordenador de Obras Especiais, tendo participado da implantação de diversas obras, dentre elas: Estádio Albertão, Centro Administrativo, Monumento da Batalha do Jenipapo, reformas do Palácio de Karnak, do Theatro 4 de Setembro, do Hotel Piauí, construção do Metrô de Teresina, Parque Potycabana, Instituto de Educação Antonino Freire, Maternidade Evangelina Rosa, Hospital de Doenças Infectocontagiosas (atual Instituto de Doenças Tropicais Dr. Nathan Portella), Terminal de Petróleo, Tribunal de Justiça do Estado do Piauí, do Parque Zoobotânico de Teresina e da ponte Simplício Dias da Silva, ligando a área urbana da cidade de Parnaíba à cidade de Ilha Grande de Santa Isabel.[carece de fontes?]
Também exerceu suas atividades enquanto engenheiro na Empresa de Obras Públicas do Estado do Piauí – EMOPPI, tendo desempenhado as funções de Gerente de Acompanhamento de Obras e Assessor Técnico-Econômico.[carece de fontes?]
Foi titular da Secretaria Extraordinária de Projetos Estruturantes, da Prefeitura Municipal de Teresina (2002) e diretor-presidente da Empresa Teresinense de Processamento de Dados – PRODATER.[carece de fontes?]

## Vida Literária
Como escritor é membro Academia Piauiense de Letras (APL), da Academia de Ciências do Piauí (ACIPI) e da Academia Piauiense de Engenharia (APIENG). Autor de várias obras sobre infraestrutura, desenvolvimento socioeconômico, cultura e História do Piauí.[carece de fontes?]

Obras publicadas de Cid Dias.

### Livros
- Os caminhos do Rio Parnaíba, 2004: obra sobre a exploração dos recursos naturais do Estado do Piauí sob a ótica de um desenvolvimento sustentável;
- Piauí: projetos estruturantes, 2006: livro dedicado às grandes obras de infraestrutura do Estado do Piauí;
- Piauhy: das origens à nova capital, 2008: esse livro enfoca os acontecimentos históricos que vão desde a Colonização do Piauí, até a mudança da capital de Oiras para Teresina. Ancorado em documentos primários, é um livro básico de pesquisa da história piauiense;
- Piauí: obras que desafiam, 2011: esse trabalho, o autor mostra importantes obras estruturantes do Estado do Piauí que estão paralisadas, como a Hidrovia do rio Parnaíba, Transnordestina e outras.
- Engenharia Piauiense, 2017: livro dos mais atualizados no levantamento das obras públicas realizadas em Teresina desde sua fundação em 1852. São mostradas obras dos gestores público, prefeitos e governadores até o ano de lançamento do livro;
- Alberto Silva – 100 limites, 2020: mostra a trajetória político administrativa e as obras estruturantes que modificaram a infraestrutura social e econômica do Piauí;
- Piauí: seus engenheiros suas obras, 2021: resgate histórico das edificações publicas de Teresina e seus engenheiros;
- Falando à moda antiga, 2023: pressões e termos usuais da época da infância do autor vivida em São Raimundo Nonato;
- Entre Rios e Memórias: Teresina em imagens, 2025: obra que reúne mais de 1.200 fotografias para registrar o desenvolvimento urbano, histórico e social de Teresina ao longo de 173 anos.

## Docência
Ingressou no magistério como do professor do Instituto Federal do Piauí (IFPI), quando este ainda era Escola Técnica Federal do Piauí e, posteriormente, Centro Federal de Ensino Técnico do Estado do Piauí (CEFET-PI) ministrando as cadeiras de Física, Matemática, Concreto Armado, Orçamento de Obras e Meio Ambiente. Foi ainda professor do Colégio Sagrado Coração de Jesus, o Colégio das Irmãs, em Teresina, onde lecionou a Cadeira de Física.[carece de fontes?]

## Comendas e Premiações

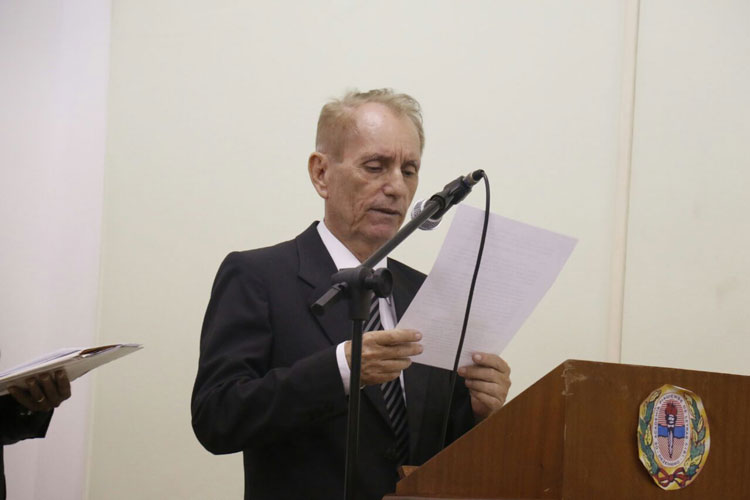
Cid Dias em seu discurso de posse na APL.

Por sua contribuição para a educação, a pesquisa, a infraestrutura e desenvolvimento socioeconômico e cultural do Piauí, foi agraciado com várias comendas, dentre elas:
- Mérito Conselheiro Saraiva, da Prefeitura Municipal de Teresina;

- Ordem do Mérito Renascença do Piauí, a mais alta comenda do Estado do Estado do Piauí;

- Ordem Estadual Centenário Alberto Silva, especialmente concedida na celebração dos 100 anos de nascimento do emblemático político e engenheiro parnaibano.

- Diploma de Louvor da Câmara Municipal de Teresina;

- Diploma da Academia Piauiense de Letras (APL)[3];

- Diploma do Sindicato dos Engenheiros do Piauí

- Láurea ao Mérito do Conselho Federal de Engenharia e Agronomia (CONFEA)[4].